# Episodi de La vera casa dei Loud (prima stagione)
La prima stagione della serie televisiva La vera casa dei Loud, composta da 20 episodi, è andata in onda negli Stati Uniti dal 3 novembre 2022 al 29 giugno 2023 su Nickelodeon. In Italia va in onda su Nickelodeon dal 5 giugno al 13 ottobre 2023.
| n° | Codice di produzione | Titolo originale                                                           | Titolo italiano                               | Prima TV USA     | Prima TV Italia |
| -- | -------------------- | -------------------------------------------------------------------------- | --------------------------------------------- | ---------------- | --------------- |
| 1  | 101                  | The Macho Man With the Plan                                                | Il Macho Man con un piano                     | 3 novembre 2022  | 5 giugno 2023   |
| 2  | 102                  | The Chore Thing                                                            | Questioni domestiche                          | 10 novembre 2022 | 6 giugno 2023   |
| 3  | 104                  | The Blemish Dilemish                                                       | Tutta colpa del brufolo                       | 17 novembre 2022 | 8 giugno 2023   |
| 4  | 106                  | The Banana Split Decision                                                  | La sfida della banana-split                   | 24 novembre 2022 | 12 giugno 2023  |
| 5  | 103                  | Ro-Bro                                                                     | Ro-Bro                                        | 1 dicembre 2022  | 7 giugno 2023   |
| 6  | 108                  | I Wanna Hold Your Hand                                                     | Mano nella mano                               | 8 dicembre 2022  | 14 giugno 2023  |
| 7  | 107                  | The Guy Who Makes You Fly                                                  | Il compare che ti fa svoltare                 | 5 gennaio 2023   | 13 giugno 2023  |
| 8  | 105                  | The Manager With the Planager                                              | Il manager con un piano                       | 12 gennaio 2023  | 9 giugno 2023   |
| 9  | 111                  | Heart and Soul                                                             | Anima e cuore                                 | 19 gennaio 2023  | 2 ottobre 2023  |
| 10 | 112                  | No Louds Allowed                                                           | Club Loud                                     | 26 gennaio 2023  | 3 ottobre 2023  |
| 11 | 109                  | The Princess and the Everlasting Emerald: A Royal Woods Fairytale - Part 1 | La principessa e lo smeraldo eterno - Parte 1 | 2 febbraio 2023  | 15 giugno 2023  |
| 12 | 110                  | The Princess and the Everlasting Emerald: A Royal Woods Fairytale - Part 2 | La principessa e lo smeraldo eterno - Parte 2 | 9 febbraio 2023  | 16 giugno 2023  |
| 13 | 119                  | What's a Mother to Redo                                                    | La seconda festa della mamma                  | 1 giugno 2023    | 12 ottobre 2023 |
| 14 | 117                  | Better Together                                                            | Insieme è meglio                              | 8 giugno 2023    | 10 ottobre 2023 |
| 15 | 113                  | Home Is Where the Hero Is                                                  | Un eroe in casa                               | 15 giugno 2023   | 4 ottobre 2023  |
| 16 | 115                  | Spelling and Doorbelling                                                   | Spelling e scampanellate                      | 15 giugno 2023   | 5 ottobre 2023  |
| 17 | 114                  | Sweet Dreams Are Made of Cheese                                            | Un formaggio da incubo                        | 22 giugno 2023   | 5 ottobre 2023  |
| 18 | 116                  | All Fair in Love and Sleepovers                                            | La magia del pigiama party                    | 22 giugno 2023   | 9 ottobre 2023  |
| 19 | 118                  | Some Buddy to Love                                                         | Amici in festa                                | 29 giugno 2023   | 11 ottobre 2023 |
| 20 | 120                  | Little-ol-lady-whoooo Has Talent                                           | Gara dei talenti di Royal Woods               | 29 giugno 2023   | 13 ottobre 2023 |